# UFC 255
UFC 255: Figueiredo vs. Perez var en MMA-gala anordnad av UFC. Den ägde rum 21 november 2020 vid UFC APEX i Las Vegas, NV, USA.

## Bakgrund
Huvudmatchen var initialt tänkt att vara en flugviktsmatch mellan mästaren Deiveson Figueiredo och utmanaren, före detta bantamviktsmästaren Cody Garbrandt. Men 2 oktober meddelades det att Garbrandt dragit sig ur matchen på grund av en bicepsskada och han ersattes av Alex Perez. Perez var dock redan inbokad mot Brandon Moreno som istället mötte Brandon Royval.
Delad huvudmatch var mästaren i flugvikt Valentina Sjevtjenko som försvarade sin titel mot utmanaren Jennifer Maia.

## Ändringar
Före detta welterviktsmästaren Robbie Lawler skulle ha mött Mike Perry, men Lawler drog sig ur matchen på grund av skada 28 oktober. Han ersattes av Tim Means.
Nicolas Dalby skulle ha mött Orion Cosce, men Cosce drog sig ur matchen 12 november och ersattes av Daniel Rodriguez.

### Invägning
Vid invägningen strömmad via Youtube vägde utövarna följande:
1. ↑  Perry missade vikten och fick böta 30% av sin purse till Means[9]

## Resultat

### Bonusar
Följande MMA-utövare fick bonusar om 50 000 USD vardera:
- Fight of the Night: Sasha Palatnikov vs. Louis Cosce
- Performance of the Night: Joaquin Buckley och Antonina Sjevtjenko